# 克拉克 (莫尔比昂省)
克拉克（法語：Crach，亦作，法語發音：[kʁak]）是法国莫尔比昂省的一个市镇，属于洛里昂区。

## 地理
克拉克（47°37'2"N, 3°0'5"W）面积30.54 平方千米，位于法国布列塔尼大區莫尔比昂省，该省份为法国西北部沿海省份，位于布列塔尼半岛南部，北起阿摩尔滨海省、西接菲尼斯泰尔省，南濒大西洋，东南接大西洋卢瓦尔省，东临伊勒-维莱讷省。
与克拉克接壤的市镇（或旧市镇、城区）包括：歐賴、洛克马里亚凯尔、圣菲利贝尔、卡尔纳克、普莱梅勒、布雷克。

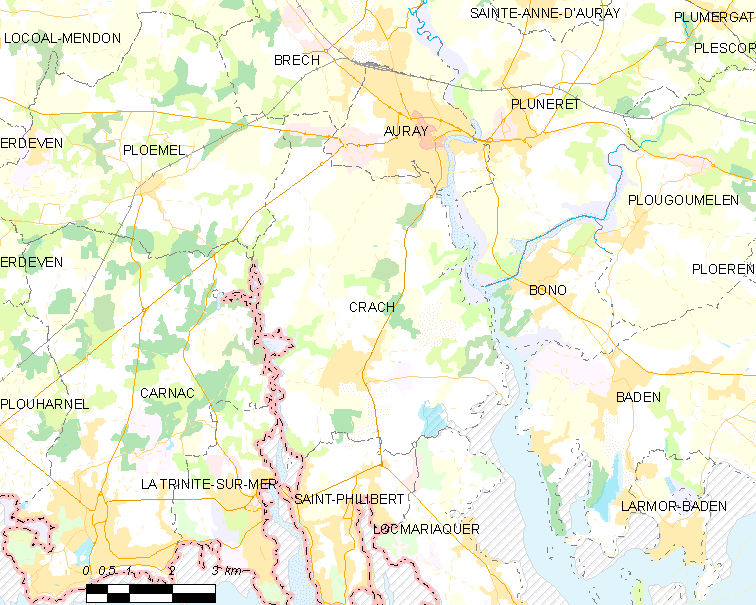
的OSM定位图

克拉克的时区为UTC+01:00、UTC+02:00（夏令时）。

## 行政
克拉克的邮政编码为56950，INSEE市镇编码为56046。

## 政治
克拉克所属的省级选区为欧赖县。

## 人口

1962-2008年间人口变化图示

克拉克于2022年1月1日时的人口数量为3458人。